# Oskar Fischer
Oskar Fischer (Aš, 19 marzo 1923 – Berlino, 2 aprile 2020) è stato un politico tedesco-orientale, dal 1990 tedesco.

## Biografia
Nel dopoguerra divenne membro del Partito Socialista Unificato di Germania e studiò a Mosca alla scuola di partito del PCUS dal 1962 al 1965 diplomandosi in scienze sociali. Dal 1965 fu viceministro degli Affari esteri della DDR. Dal 1971 entrò nel comitato centrale della SED e dal 1976 venne eletto alla Volkskammer.
Ricoprì il ruolo di Ministro degli affari esteri della Repubblica Democratica Tedesca per 15 anni consecutivi, dal 3 marzo 1975 al 12 aprile 1990, durante i governi di Horst Sindermann, Willi Stoph e Hans Modrow. In tale veste fu il primo membro del governo della Germania Est a visitare Papa Giovanni Paolo II in Vaticano.
Dopo lo scioglimento della Germania Est, si ritirò a vita privata per un decennio e rifiutò varie interviste. Nel 2000 il Partito del Socialismo Democratico lo nominò come membro del Consiglio degli Anziani del PDS e partecipò attivamente alla campagna elettorale del partito per il Bundestag del 2002.
Si è spento il 2 aprile 2020 a 97 anni.